# Gonzalo Gómez (pintor)

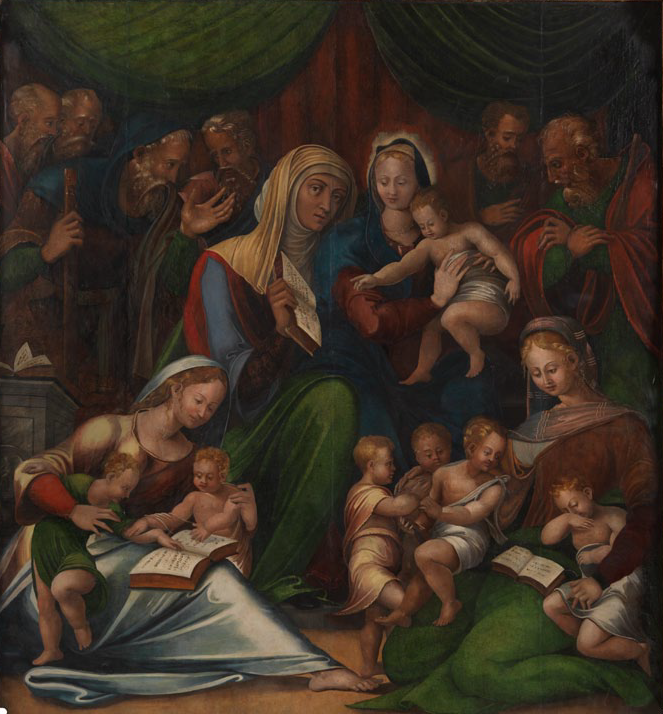
Santa parentela, taula central del retaule de la Sacra Conversa, 148 x 136 cm, Conca, Palacio Episcopal.

Gonzalo Gómez (Conca, c. 1531-1585) va ser un pintor renaixentista espanyol, fill de Martín Gómez el Vell i pare dels també pintors Juan Gómez i Martín Gómez el Jove.

## Biografia
L'any 1552 va contreure matrimoni amb Lucía de Moya. Malgrat això encara treballaria durant alguns anys en el taller patern i probablement fins a la seva mort, ja que els primers treballs documentats, retaules d'Albaladejo del Cuende (1558), Villar de l'Àguila, Alcocer i Millana (Guadalajara) (1562), obliguen a tots dos. En 1562, any de la mort de Martín Gómez el Vell, es va fer càrrec de les portes del retaule major de la catedral de Conca, per la qual en anys successius va realitzar alguns treballs menors, com la pintura i daurat dels colls dels gegants per a les processons del Corpus.
En solitari o amb altres artistes, com el entallador Francisco de Villanueva, el pintor Juan d'Ortega o l'escultor Giraldo de Flugo, va contractar retaules en Lagunaseca i Masegosa (1563), església de Santa María d'Alarcón (1564), Sisante (1565), església de Santa María de Requena (1569), monestir de San Francisco d'Albacete (1572), i de Sant Quirico i Santa Julita per a una ermita de Torralba (1577). A partir de 1579 són els seus fills Juan i Martín els qui col·laboren amb ell en obres com els retaules de l'església de la Trinitat d'Alarcón, contractats en 1582.
Lamentablement, cap de les nombroses obres documentades s'ha conservat a excepció, potser, del retaule major de Villar del Aguila en el qual va poder col·laborar amb el seu pare, encara que la documentació sobre aquest tema és confusa. Aquestes pintures permeten identificar l'estil de Gonzalo, basat substancialment en el patern encara que amb records rafaelescos més avançats, com s'adverteixen en el retaule de la Santa parentela del Palau Episcopal de Conca, en el qual el grup de la Verge amb el Nen té com a model el mateix grup en la Verge del peix del mestre de Urbino, ara en el Museu del Prado.